# 前原寛
前原 寛（まえはら ひろし、1958年 - ）は、日本の発達心理学者、鹿児島国際大学教授。

## 略歴
鹿児島県生まれ。1981年東京大学文学部心理学科卒業。1986年筑波大学大学院文芸言語研究科応用言語学専攻博士課程単位取得退学。1982年浄土真宗本願寺派光明寺住職。1987年社会福祉法人至宝福祉会安良保育園園長、のち理事長。2006年鹿児島国際大学助教授、2007年准教授、2014年教授となる。

## 著書
- 『いい子に育ててごめんなさい 大人がゆがめる子どもの個性』南方新社 1997
- 『いい子に育ててごめんなさい 子ども中心の生活文化へ 実践編』南方新社 1998
- 『大丈夫?「心」の子育て 時間消費が蝕む心の育ち』南方新社 2004
- 『保育は<子ども>からはじまる 子育ての社会化へむけて』ミネルヴァ書房 2005
- 『子育て支援の危機 外注化の波を防げるか』創成社新書 2008
- 『子どもの「今」を護れるか 待機児童問題から見える社会の姿』創成社新書 2018

### 共編著
- 『保育心理学』(新現代幼児教育シリーズ)大場幸夫共編著 東京書籍 1995
- 『現場報告・子どもがおかしい 子どもが壊れる理由を探る』古賀靖之,寺園康一,茂山忠茂,堀口博美,小谷敏共著 南方新社 1998
- 『子育て現場の試行錯誤 (いい子に育ててごめんなさい』編著. 南方新社 1999
- 『保育者が出会う発達問題 育ちと育ての日々』大場幸夫共著 フレーベル館 (21世紀保育ブックス) 2001
- 『保育課程の研究 子ども主体の保育の実践を求めて』阿部和子共編著 萌文書林 2009
- 『新保育内容総論 保育の構造と実践の探求』阿部和子,久富陽子共著 萌文書林 2010
- 『保育者論』大場幸夫企画, 阿部和子, 梅田優子,久富陽子共著 萌文書林 2012